# Étampes
|  | Per a altres significats, vegeu «Étampes-sur-Marne». |

Étampes és un municipi francès al departament d'Essonne (regió de l'Illa de França). L'any 1999 tenia 26.604 habitants.
Forma part del cantó d'Étampes, del districte d'Étampes i de la Comunitat d'aglomeració de l'Étampois Sud-Essonne.

## Personatges cèlebres
- Anne de Pisseleu, (1508-1547), amant de Francesc I de França;
- Diana de Poitiers, (1499-1566, duquessa d'Étampes a partir de 1553;
- Basile Fleureau, (1612-1668), historiador
- Jean-Étienne Guettard, (1715-1786), erudit, naturalista, doctor en medicina, un dels fundadors de la manufactura de Sèvres;
- Étienne Geoffroy Saint-Hilaire (1772-1844), naturalista, fundador del zoològic del Jardí de les Plantes de París. El principal Liceu d'Étampes porta el seu nom.
- Abel Dufresne, (1788-1872), escriptor;
- Isidore Geoffroy Saint-Hilaire (1805-1861), naturalista, fundador de la Societat d'aclimatació i del Jardí d'aclimatació en el bosc de Boulogne. Precursor de la genètica moderna;
- Narcisse Berchère (1819-1891), pintor i gravador de litografies;
- Elias Robert, (1819-1874, pintor i escultor;
- Félix Giacomotti, (1828-1909), pintor d'origen italià, Premi de Roma en 1854;
- Léon Marquis, (1843-1905), historiador;
- Louise Abbéma, (1858-1927), pintora;
- Rose Chéri, actriu, (1824 - 1861), va nàixer el 27 d'octubre de 1824;
- Anna Chéri, actriu, nascuda el 1826;
- Philippe i Patricia Legendre-Kvater, pintors;
- Christian Binet, dissenyador (Les Bidochons, Kador…);
- Olivier Soulliaert, pintor de l'Escola de pintura d'Étampes;
- Brigitte Jacquot, cantant.
- Joséphine Chevry (n.1936), escultora.
- Jean-Louis Martinoty (1946-2016) musicòleg, escriptor i director d'escena.